# Logan Owen
Logan Owen (Bremerton, 25 marzo 1995) è un ciclista su strada e ciclocrossista statunitense, professionista dal 2018.

## Palmarès

### Strada
- 2013 (una vittoria)

Campionati statunitensi, Gara in linea Juniores
- 2015 (Axeon Cycling Team, una vittoria)

3ª tappa Tour of Utah (Antelope Island > Bountiful)
- 2016 (Axeon Hagens Berman, una vittoria)

Liegi-Bastogne-Liegi Under-23
- 2017 (Axeon Hagens Berman, una vittoria)

4ª tappa Volta ao Alentejo (Odemira > Alcácer do Sal)

### Cross
- 2011-2012 (Juniores)

Campionati statunitensi, gara Juniores
USGP of Cyclocross
- 2012-2013 (Juniores)

Campionati statunitensi, gara Juniores
USGP of Cyclocross Derby City Cup
USGP of Cyclocross - Deschutes Cup
Citadelcross
- 2013-2014 (Under-23)

Campionati statunitensi, gara Under-23
- 2014-2015 (Under-23)

Campionati statunitensi, gara Under-23
- 2015-2016

The Subaru Cyclo Cup

## Piazzamenti

### Grandi Giri
Vuelta a España
2019: 126º
2020: 105º

### Competizioni mondiali
- Campionati del mondo su strada

Firenze 2013 - In linea Junior: 4º
Ponferrada 2014 - In linea Under-23: 74º
Richmond 2015 - In linea Under-23: 87º
Innsbruck 2018 - Cronometro Under-23: 39º
- Campionati del mondo di ciclocross

Koksijde 2012 - Juniores: 17º
Louisville 2013 - Juniores: 4º
Hoogerheide 2014 - Under-23: 14º
Tábor 2015 - Under-23: 15º
Heusden-Zolder 2016 - Under-23: 13º